# Leatherheads
Leatherheads er en amerikansk komediefilm fra 2008 instrueret af George Clooney der har produceret filmen med Sydney Pollack og skrevet filmen med Steven Soderbergh. Filmen har udover George Clooney også John Krasinski og Renée Zellweger på rollelisten.

## Medvirkende
- George Clooney
- John Krasinski
- Renée Zellweger
- Jonathan Pryce
- Stephen Root
- Wayne Duvall
- Keith Loneker
- Robert Baker